# Steilsprung

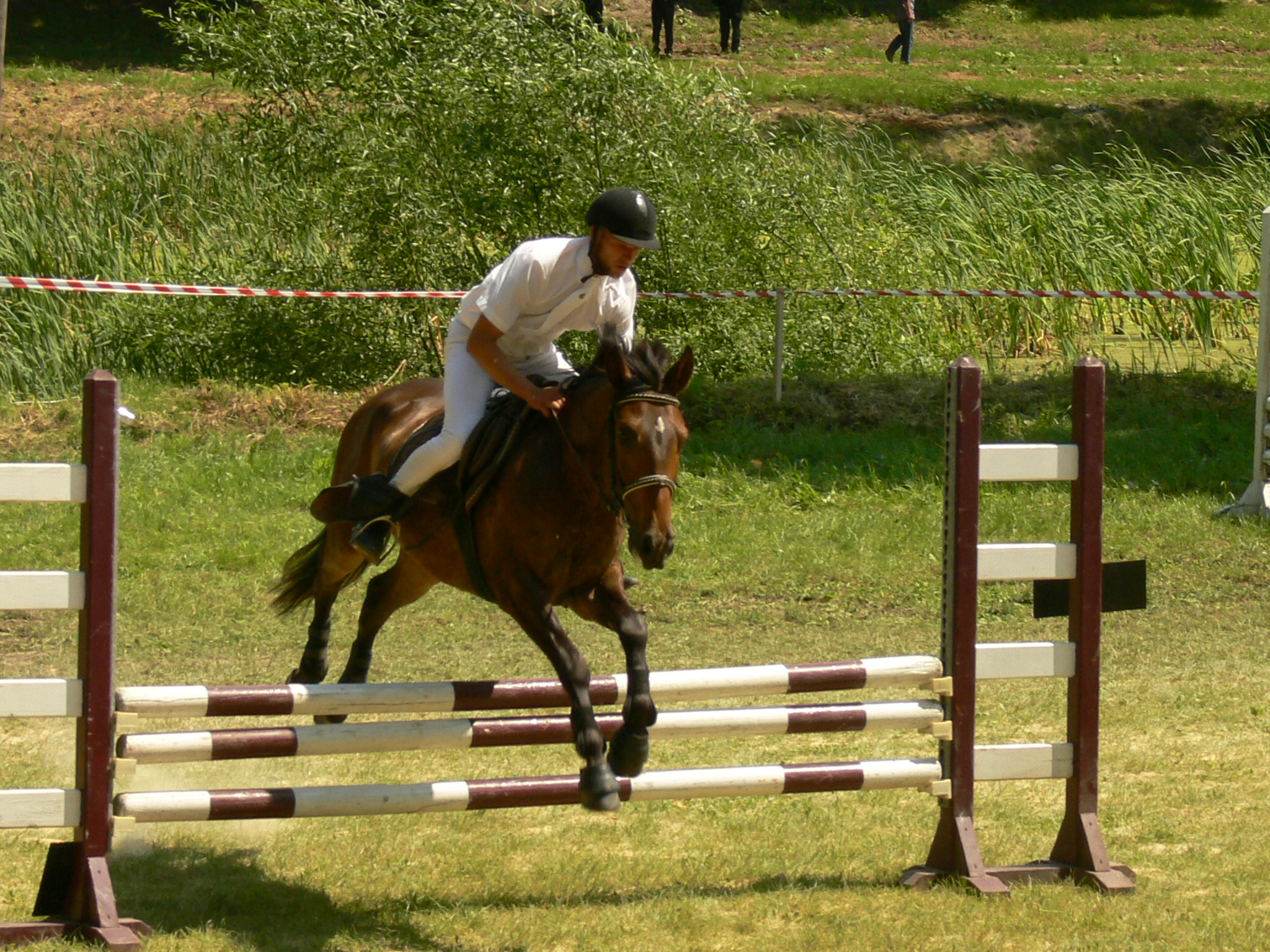
Pferd und Reiter über einem Steilsprung

Fehler am Rick

Als Steilsprung bezeichnet man im Springreitsport einen Hochsprung für ein Pferd. Die Hindernisse bestehen aus einer oder mehrerer Stangen, Planken oder Gatter, die zwischen Ständer gehängt und mit Unterstellteilen ergänzt werden. Man spricht in diesem Fall von einem Rick. In Springprüfungen der FN ist je nach Klasse eine Höhe von 80 cm bis 160 cm möglich.
Weitere Varianten von Steilsprüngen sind ein eingehängtes, einzelnes hohes Gatter oder eine aus gestapelten Elementen bestehende undurchsichtige Mauer. Die Höhe richtet sich nach der Prüfung oder dem Wettbewerb. Ein Steilsprung kann normalerweise in beiden Richtungen gesprungen werden, im Gegensatz zu vielen Hochweitsprüngen.